# Leichtathletik-Europameisterschaften 2016/Hammerwurf der Männer

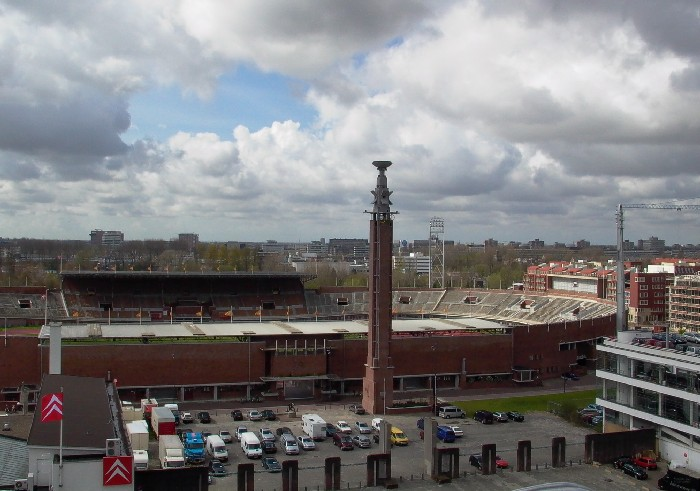
Das Olympiastadion in Amsterdam im Jahr 2005

Der Hammerwurf der Männer bei den Leichtathletik-Europameisterschaften 2016 wurde am 8. und 10. Juli 2016 im Olympiastadion der niederländischen Hauptstadt Amsterdam ausgetragen.
In diesem Wettbewerb errangen die Hammerwerfer aus Polen mit Gold und Bronze zwei Medaillen. Europameister wurde der zweifache Weltmeister (2013/2015) und Vizeeuropameister von 2014 Paweł Fajdek.
Er siegte vor dem ebenfalls zweifachen Weltmeister (2003/2007) und Olympiadritten von 2008 Iwan Zichan aus Belarus, der in der Vergangenheit bereits mehrfach wegen seiner Verstöße gegen die Dopingbestimmungen Sperren und Medaillenaberkennungen hatte hinnehmen müssen.
Bronze ging an den WM-Dritten von 2015 Wojciech Nowicki.

## Bestehende Rekorde
| Weltrekord           | 86,74 m | Jurij Sedych | EM Stuttgart, BR Deutschland | 30. August 1986 |
| Europarekord         | 86,74 m | Jurij Sedych | EM Stuttgart, BR Deutschland | 30. August 1986 |
| Meisterschaftsrekord | 86,74 m | Jurij Sedych | EM Stuttgart, BR Deutschland | 30. August 1986 |

Auch bei diesen Europameisterschaften geriet der bereits seit 1986 bestehende EM-Rekord, gleichzeitig auch Weltrekord, nie in Gefahr. Es gab nur einen einzigen Wurf jenseits der 80-Meter-Marke. Die größte Weite erzielte der polnische Europameister Paweł Fajdek im Finale mit 80,92 m, womit er den bestehende EM-Rekord, gleichzeitig Welt- und Europarekord, um 5,82 m verfehlte.

## Legende
Kurze Übersicht zur Bedeutung der Symbolik – so üblicherweise auch in sonstigen Veröffentlichungen verwendet:
| NM  | keine Weite (no mark) |
| ogV | ohne gültigen Versuch |
| –   | verzichtet            |
| x   | ungültig              |

## Qualifikation
28 Wettbewerber traten in zwei Gruppen zur Qualifikationsrunde an. Drei von ihnen (hellblau unterlegt) übertrafen die Qualifikationsweite für den direkten Finaleinzug von 75,00 m. Damit war die Mindestzahl von zwölf Finalteilnehmern nicht erreicht. Das Finalfeld wurde mit den neun nächstplatzierten Sportlern (hellgrün unterlegt) auf zwölf Werfer aufgefüllt. So reichten für die Finalteilnahme schließlich 60,46 m.

### Gruppe A
8. Juli 2016, 12:30 Uhr
| Platz | Name              | Nation         | Resultat (m) | 1. Versuch (m) | 2. Versuch (m) | 3. Versuch (m) |
| 1     | Iwan Zichan       | Belarus        | 76,10        | 73,34          | 74,19          | 76,10          |
| 2     | Wojciech Nowicki  | Polen          | 75,85        | 74,33          | 75,85          | –              |
| 3     | Chris Bennett     | Großbritannien | 74,39        | 74,39          | 72,62          | x              |
| 4     | David Söderberg   | Finnland       | 72,96        | 72,96          | x              | 70,19          |
| 5     | Andrij Martynjuk  | Ukraine        | 72,37        | x              | 72,15          | 72,37          |
| 6     | Pawel Barejscha   | Belarus        | 72,19        | 70,71          | 72,19          | x              |
| 7     | Eivind Henriksen  | Norwegen       | 71,93        | 69,38          | 71,93          | 70,30          |
| 8     | Bence Pásztor     | Ungarn         | 71,20        | 70,56          | 70,38          | 71,20          |
| 9     | Simone Falloni    | Italien        | 70,51        | 70,51          | 69,76          | x              |
| 10    | Lukáš Melich      | Tschechien     | 70,50        | 69,45          | 66,38          | 70,50          |
| 11    | Nejc Pleško       | Slowenien      | 70,44        | 66,55          | 70,44          | x              |
| 12    | Nick Miller       | Großbritannien | 67,76        | 67,76          | x              | x              |
| NM    | Eşref Apak        | Türkei         | ogV          | x              | x              | x              |
| NM    | Libor Charfreitag | Slowakei       | ogV          | x              | x              | x              |

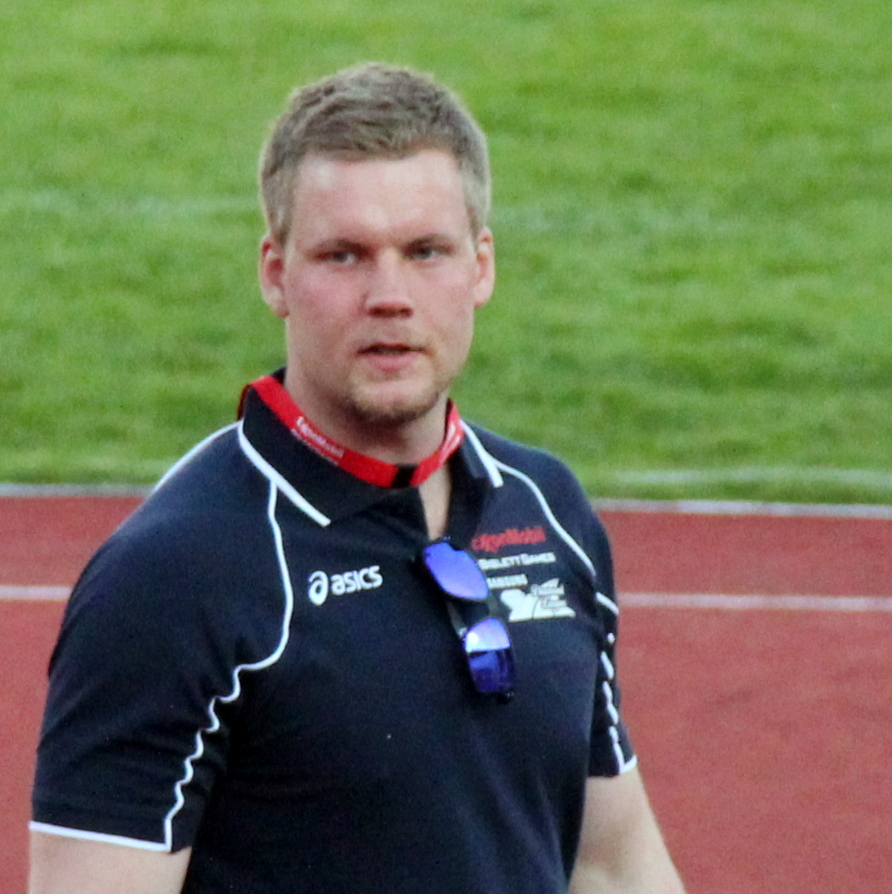
Eivind Henriksen – ausgeschieden als Siebter mit 71,93 m

Weitere in Qualifikationsgruppe A ausgeschiedene Hammerwerfer:

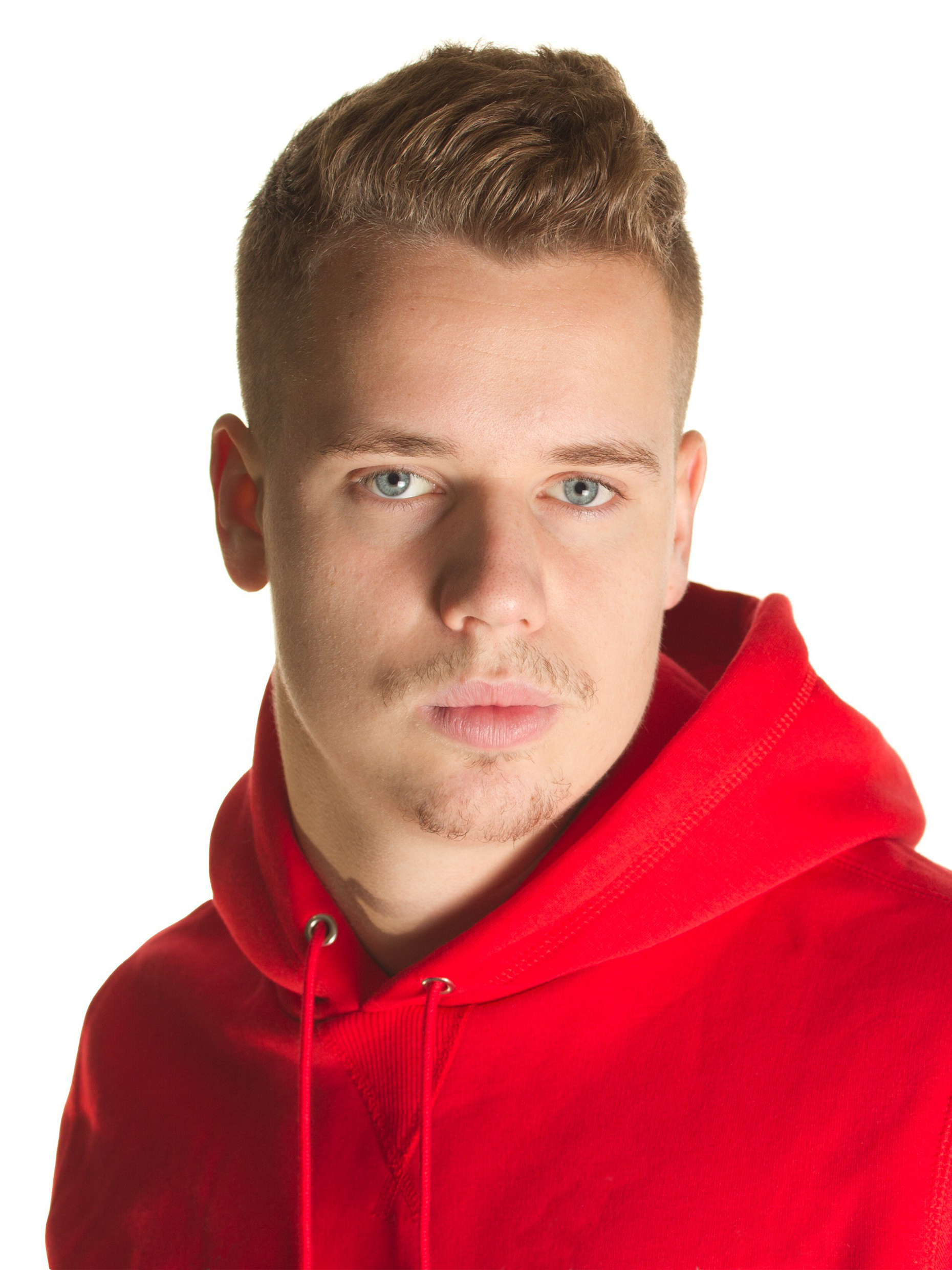
Bence Pásztor – Rang acht mit 71,20 m
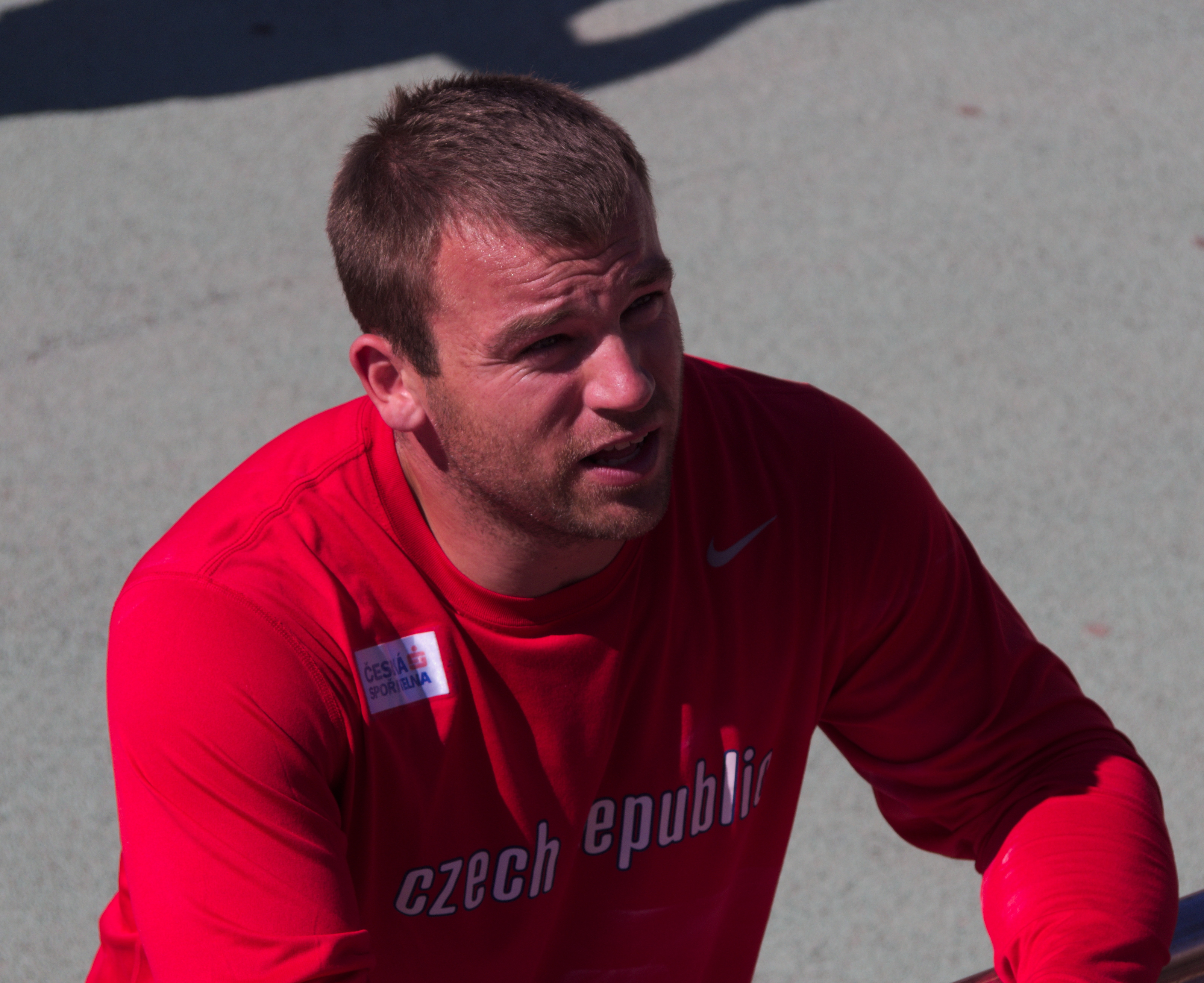
Lukáš Melich – Rang zehn mit 70,50 m
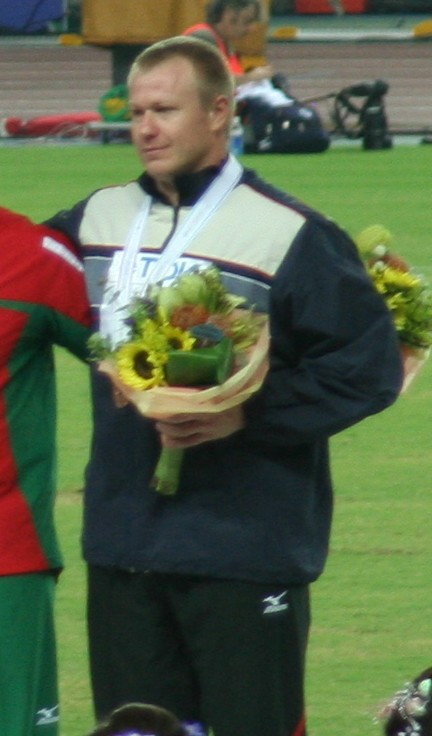
Libor Charfreitag (2007 WM-Dritter, 2010 Europameister) gelang hier kein gültiger Versuch

### Gruppe B

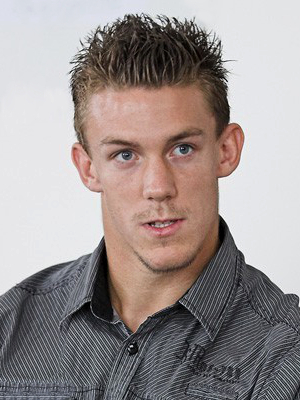
Ákos Hudi – ausgeschieden auf Rang zehn mit 70,37 m
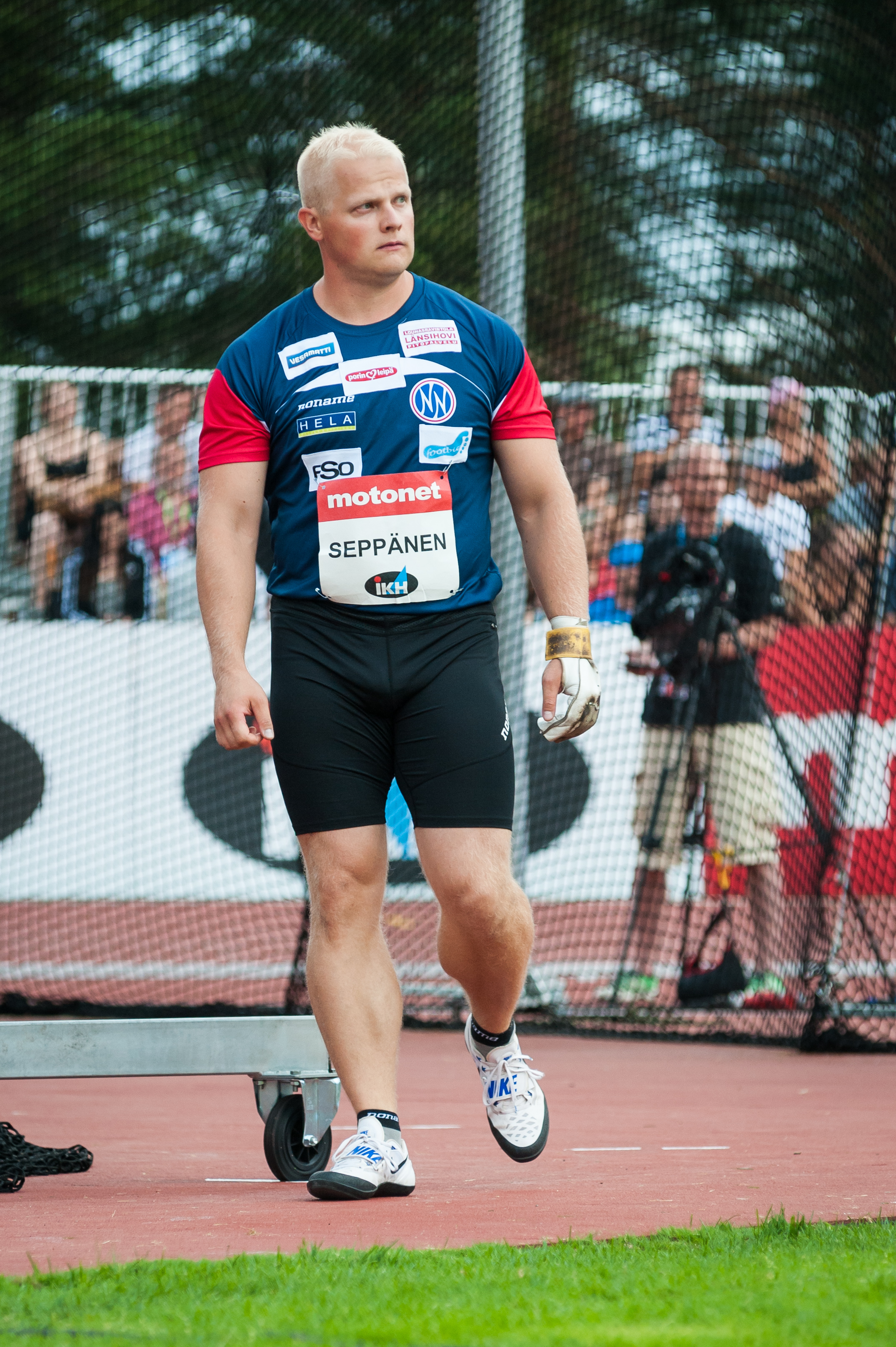
Tuomas Seppänen – ausgeschieden als Zwölfter mit 69,76 m

8. Juli 2016, 13:50 Uhr
| Platz | Name                     | Nation         | Resultat (m) | 1. Versuch (m) | 2. Versuch (m) | 3. Versuch (m) |
| 1     | Paweł Fajdek             | Polen          | 78,82        | x              | x              | 78,82          |
| 2     | Marcel Lomnický          | Slowakei       | 74,68        | 72,97          | 74,68          | x              |
| 3     | Michalis Anastasakis     | Griechenland   | 74,01        | 73,26          | 71,95          | 74,01          |
| 4     | Serghei Marghiev         | Moldau         | 73,95        | 73,95          | x              | x              |
| 5     | Özkan Baltacı            | Türkei         | 73,10        | 73,10          | 71,34          | 70,67          |
| 6     | Marco Lingua             | Italien        | 72,94        | 72,94          | x              | x              |
| 7     | Javier Cienfuegos        | Spanien        | 72,73        | 70,97          | 71,21          | 72,73          |
| 8     | Sjarhej Kalamojez        | Belarus        | 72,55        | 67,36          | 69,94          | 72,55          |
| 9     | Mark Dry                 | Großbritannien | 71,96        | 71,65          | 69,59          | 71,96          |
| 10    | Ákos Hudi                | Ungarn         | 70,37        | 69,48          | 70,37          | 69,94          |
| 11    | Constantions Stathelakos | Zypern         | 70,20        | 70,20          | x              | 68,36          |
| 12    | Tuomas Seppänen          | Finnland       | 69,76        | 69,76          | 69,48          | x              |
| 13    | Oleksandr Dryhol         | Israel         | 68,10        | x              | 68,10          | 64,69          |
| 14    | Serhiy Reheda            | Ukraine        | 66,72        | 66,72          | 65,56          | 66,36          |

## Finale
10. Juli 2016, 17:10 Uhr
| Platz | Name                 | Nation         | Resultat (m) | 1. Versuch (m) | 2. Versuch (m) | 3. Versuch (m) | 4. Versuch (m)                         | 5. Versuch (m)                         | 6. Versuch (m)                         |
| 1     | Paweł Fajdek         | Polen          | 80,93        | 80,46          | 78,85          | 79,09          | 80,37                                  | 80,93                                  | 79,69                                  |
| 2     | Iwan Zichan          | Belarus        | 78,84        | 76,60          | 75,16          | 76,42          | 76,18                                  | 75,84                                  | 78,84                                  |
| 3     | Wojciech Nowicki     | Polen          | 77,53        | 74,52          | 77,31          | 77,53          | x                                      | 77,43                                  | 76,02                                  |
| 4     | Michalis Anastasakis | Griechenland   | 75,89        | 75,89          | x              | x              | x                                      | x                                      | x                                      |
| 5     | Marcel Lomnický      | Slowakei       | 75,84        | 73,26          | 75,41          | 75,19          | 75,84                                  | 74,55                                  | x                                      |
| 6     | Sjarhej Kalamojez    | Belarus        | 74,65        | 69,11          | 73,97          | x              | 74,65                                  | x                                      | 67,88                                  |
| 7     | David Söderberg      | Finnland       | 74,22        | 74,22          | 73,83          | 72,98          | x                                      | 72,01                                  | 73,86                                  |
| 8     | Serghei Marghiev     | Moldau         | 73,21        | 71,40          | 70,90          | 72,66          | 66,42                                  | 73,21                                  | x                                      |
| 9     | Özkan Baltacı        | Türkei         | 71,35        | 68,96          | 71,35          | 69,36          | nicht im Finale der besten acht Werfer | nicht im Finale der besten acht Werfer | nicht im Finale der besten acht Werfer |
| 10    | Chris Bennett        | Großbritannien | 70,93        | 69,85          | 70,43          | 70,93          | nicht im Finale der besten acht Werfer | nicht im Finale der besten acht Werfer | nicht im Finale der besten acht Werfer |
| 11    | Marco Lingua         | Italien        | 70,00        | 70,00          | x              | x              | nicht im Finale der besten acht Werfer | nicht im Finale der besten acht Werfer | nicht im Finale der besten acht Werfer |
| 12    | Javier Cienfuegos    | Spanien        | 68,17        | 68,17          | x              | x              | nicht im Finale der besten acht Werfer | nicht im Finale der besten acht Werfer | nicht im Finale der besten acht Werfer |

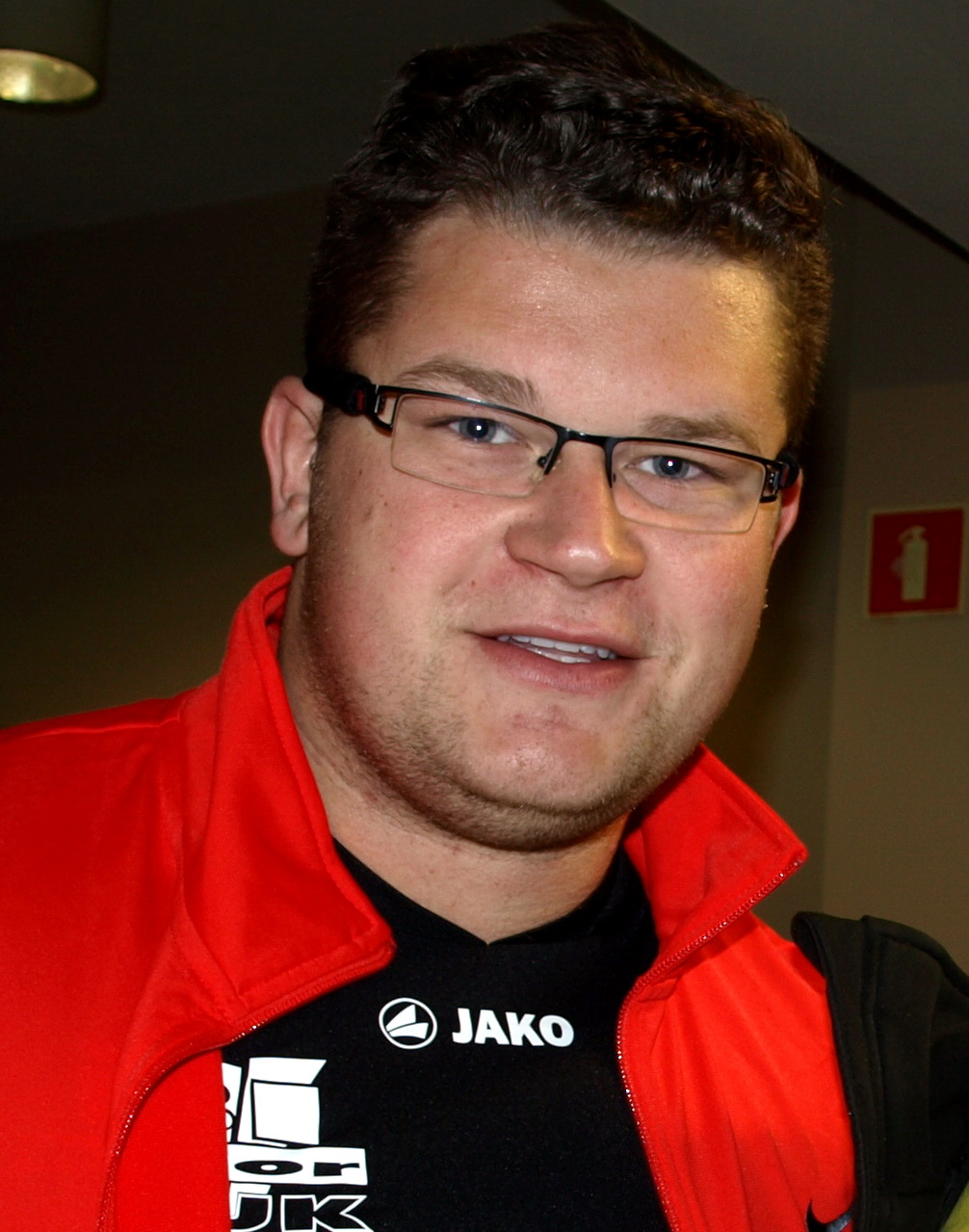
Paweł Fajdek, zweifacher Weltmeister (2013/2015) und 2014 Vizeeuropameister, errang nun auch den EM-Titel
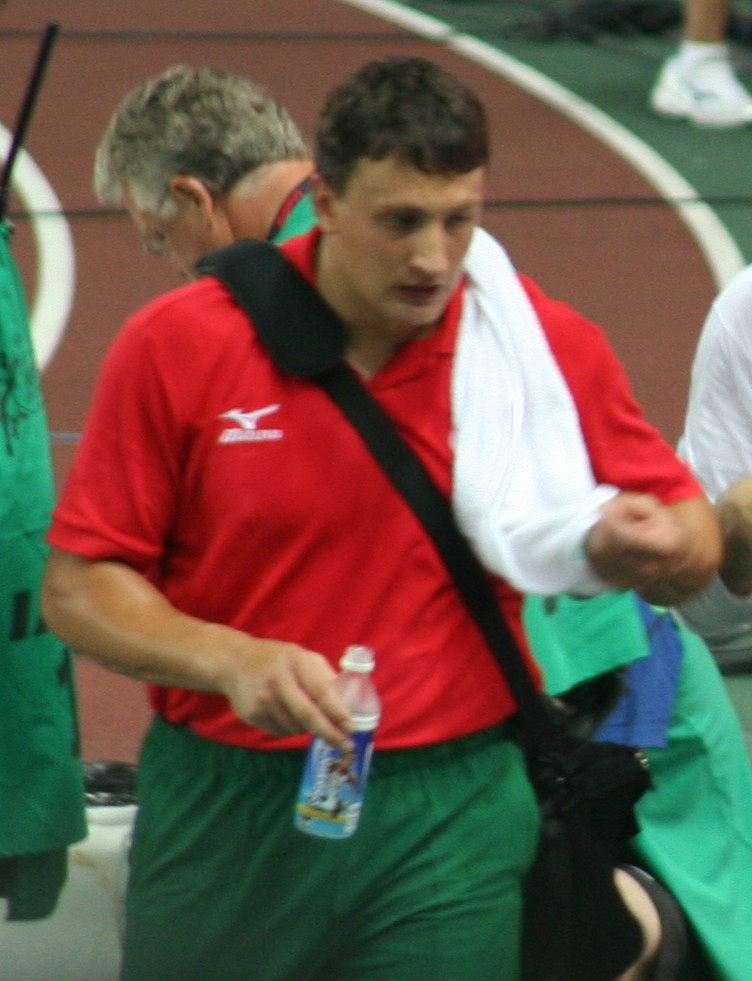
Nach mehreren dopingbedingten Bestrafungen[1][2][3] wurde der zweifache Weltmeister (2003/2007) und Olympiadritte von 2008 Iwan Zichan Vizeeuropameister
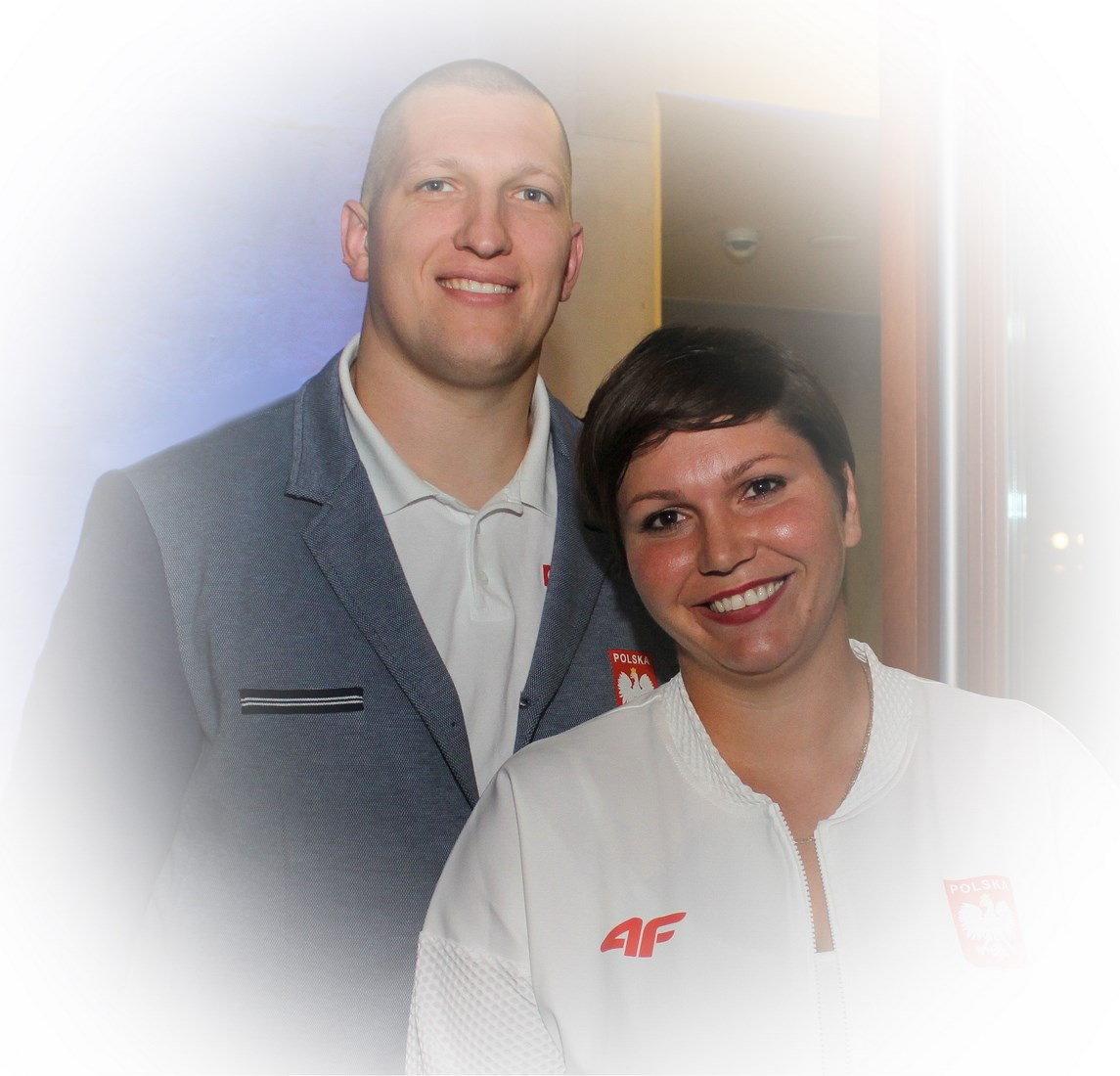
Bronzemedaillengewinner Wojciech Nowicki – 2015 WM-Dritter, hier mit seiner Trainerin Malwina Sobierajska-Wojtulewicz

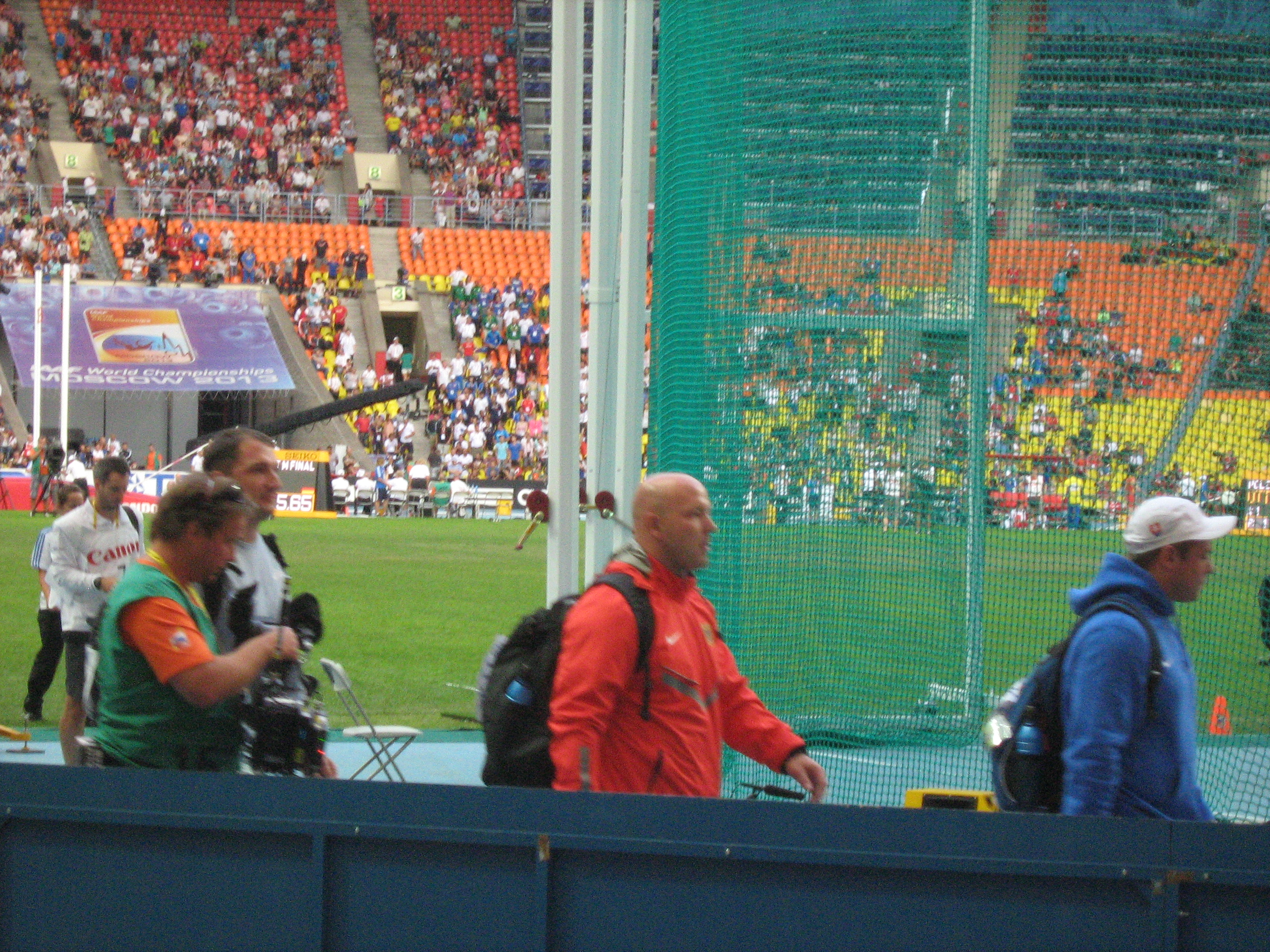
Marcel Lomnický (rechts) belegte Rang fünf
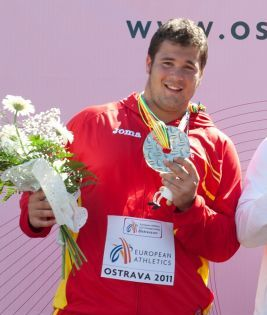
Javier Cienfuegos erreichte das Finale und wurde Zwölfter

## Videolink
- David Söderberg 74,22m - European Athletics Championships Amsterdam 2016. youtube.com, abgerufen am 20. März 2023